# 기숙형 고등학교
기숙형 고등학교는 고교다양화프로젝트의 일환으로 농산어촌 등 교육여건이 열악한 지역에 150개교가 지정된 기숙사가 있는 고등학교이다.

## 목적
기숙형고교의 목적은 농산어촌 등 교육낙후지역의 학교에 기숙사 시설을 지원하여 교육여건 개선, 학교특성을 고려한 다양한 프로그램을 지원하고 학교운영의 자율성을 확대하여 실질적 교육력을 제고하는 것이며, 2008년에는 1군 1교 기준, 공립일반계고를 중심으로 82개교가 선정되었다.(명칭: 기숙형공립고) 이어 2009년에는 선정대상 및 범위가 기존 공립고에서 사립고까지, 군 지역에서 도농복합도시의 읍면지역까지로 확대되어 68개교가 선정된다.
선정대상이 사립고로 확대되면서 명칭이 기숙형공립고에서 기숙형고교로 바뀌게 되었다. 또한 사교육을 받지 않아도 되도록 다양한 교육프로그램(학력향상, 인성함양 등)이 제공된다.